# Luci Aquil·li Corvus
Luci Aquil·li Corvus (en llatí: Lucius Aquillius Corvus), va ser un polític i militar romà.
L'any 388 aC va ser elegit tribú amb potestat consular amb Tit Quinti Cincinnat Capitolí, Quint Servili Fidenat, Luci Lucreci Flavus Triciptí, Luci Juli Jul i Servi Sulpici Ruf.
Els tribuns van dirigir l'exèrcit romà en diverses incursions als territoris dels eques i els que depenien de Tarquínia. Van ocupar Cortuosa i Contenebra després d'una dura batalla. Van saquejar les dues ciutats.
Mentrestant, a Roma, els tribuns de la plebs discutien sobre com s'havien de distribuir les Llacunes Pontines, arrabassades als volscs l'any anterior.